# 方九功
方九功（1537年—1588年），字允治，號新渠，河南南陽府南陽縣人，軍籍，明朝政治人物。

## 生平
嘉靖四十三年（1564年）甲子科河南鄉試第六名舉人。嘉靖四十四年（1565年）中式乙丑科會試第一百五十名，三甲第三十五名進士。大理寺观政，本年六月授江都县知县，三年任满，隆慶二年（1568年）六月升吏部主事，三年八月升员外郎，万历元年（1573年）正月復除本部，十一月升郎中，二年十月调文选司郎中，萬曆三年（1575年）十月升提督四夷館太常寺少卿。五年四月养病，十一月科道拾遗，改南京别衙门用。九年十月起补南京鸿胪寺卿，十一年十一月升南京通政使司右通政，十二年七月升南京太常寺卿，十三年五月升南京大理寺卿，再升南京工部右侍郎，十五年二月被弹劾致仕，十六年去世，十七年賜祭葬。

## 家族
曾祖方顯；祖父方思聰；父方豸，母甯氏；繼母張氏。兄九韶、弟九叙（庠生）、九法（庠生）、九官。